# Jacques-Charles Delahaye

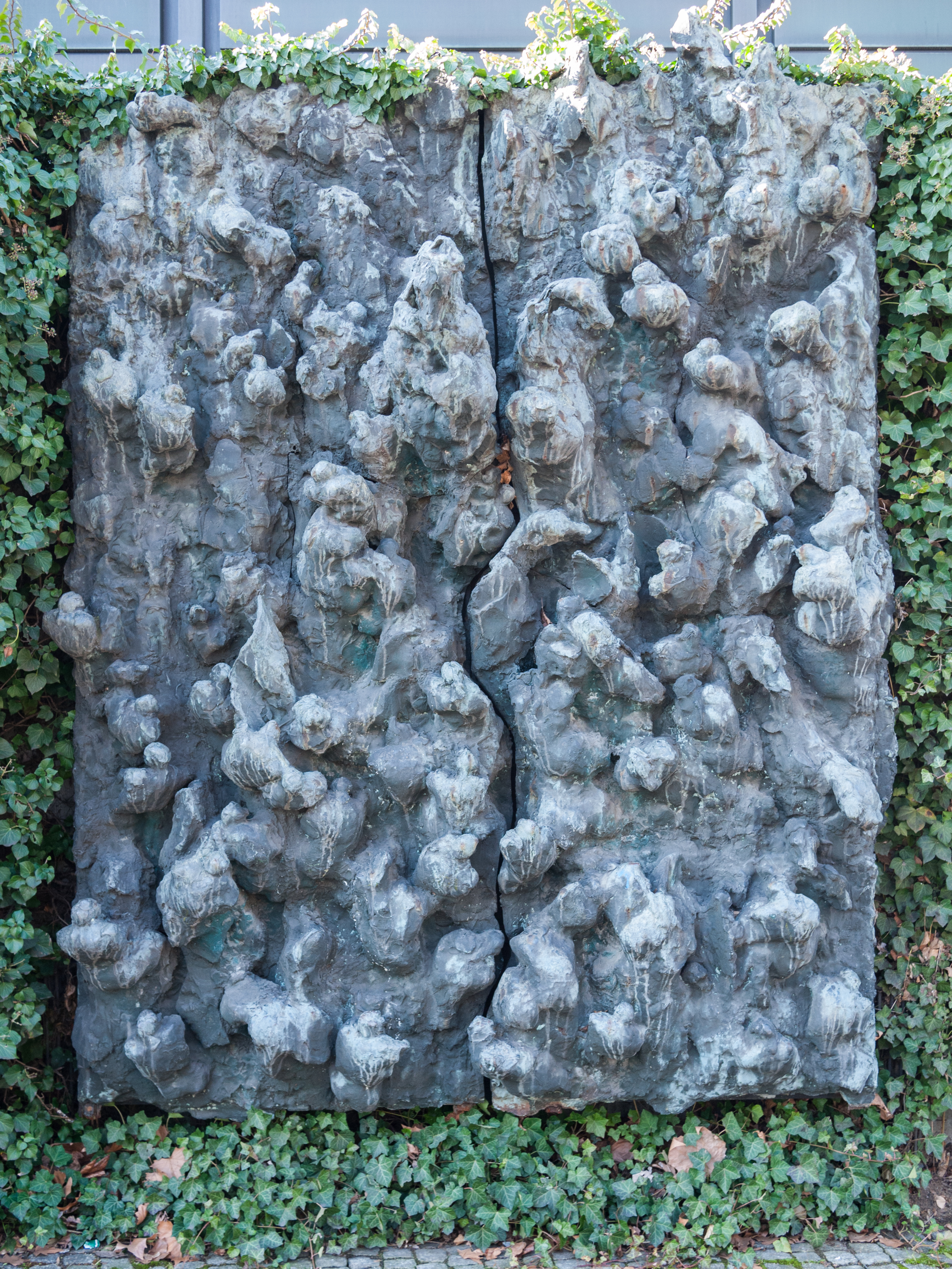
Relief La Bataille am Kunstmuseum Bochum

 Jacques-Charles Delahaye  (* 17. Juni 1928 in Paris, Frankreich; † 13. Mai 2010 in Frankreich) war ein französischer Bildhauer. Er gehörte zu den bedeutenden Vertretern der Abstrakten Kunst nach dem Zweiten Weltkrieg.

## Leben
Jacques-Charles Delahaye studierte an der École des Arts Appliqués und der École des Beaux-Arts in Paris.
Er hatte 1952 seine erste Teilnahme am Salon de la Jeune Sculpture in Paris und 1956 seine erste Einzelausstellung in der Galerie Stadler in Paris. Ende der 1950er Jahre war Delahaye auf wichtigen Ausstellungen in Frankreich und anderen Ländern vertreten. Er war 1959 Teilnehmer der Ersten Biennale von Paris und mit zwei Bronze-Skulpturen auf der documenta 2 in Kassel vertreten. 1965 nahm er an der Biennale von Tokio teil.
Jacques-Charles Delahaye war von 1975 bis 1993 Professor an der École nationale supérieure des Beaux-Arts in Paris. Er lebte und arbeitete im französischen Offranville in der Haute-Normandie.
Er war einer der wichtigen Vertreter der ungegenständlichen Bildhauerei, insbesondere in den 1950er und 1960er Jahren. Seine Skulpturen haben oft eine zerfurchte und zerklüftete Oberfläche, die sie wie dehydriert wirken lassen.